# Irlandzka Wikipedia
Irlandzka Wikipedia – edycja Wikipedii tworzona w języku irlandzkim.
Na dzień 18 lutego 2007 roku edycja ta liczyła 4698 artykułów. W rankingu wszystkich edycji językowych, opublikowanym w dniu 1 lutego tegoż roku, zajmowała 82. pozycję.